# Alfred Zimmern
 Alfred Eckhard Zimmern (* 26. Januar 1879 in Surbiton, Surrey, England; † 24. November 1957 in Avon, Connecticut) war ein britischer Historiker und Professor für internationale Beziehungen.

## Leben und Tätigkeit
Zimmern entstammte einer Familie der oberen Mittelschicht in Großbritannien. Durch seinen Vater Adolphus Hermann Christian Anton Zimmern war er deutsch-jüdischer, durch seine Mutter, Mathilde Eckhard, hugenottischer Abstammung.
Nach dem Schulbesuch studierte Zimmern klassische Literatur (classics) an der Oxford University, wo er 1902 einen ersten Abschluss erwarb. Anschließend blieb er bis 1909 am New College in Oxford, wo als Tutor und Fellow wirkte. Einen ersten schriftstellerischen Erfolg hatte Zimmern im Jahr 1911 mit The Greek Commonwealth.
Von 1912 bis 1915 arbeitete Zimmern als Inspektor für das britische Erziehungsministerium. Während des Ersten Weltkriegs wechselte er 1917 in das Wiederaufbauministerium (Ministry of Reconstruction), bevor er 1918 ins britische Außenministerium (Foreign Office) berufen wurde. Als Angehöriger des Außenministeriums nahm er 1919 an der Versailler Friedenskonferenz teil, während der die europäische Nachkriegsordnung ausgearbeitet wurde.
Als Unterstützer des Gedankens der internationalen Zusammenarbeit war er 1920 Mitbegründer Chatham House („Royal Institute of International Affairs“). Zuvor hatte er sich 1917 bereits an der Gründung der Britischen Liga für den Völkerbund (British League of Nations Society) beteiligt.
Von 1919 bis 1921 dozierte Zimmern als Professor für Internationale Politik in Aberystwyth University. Anschließend lehrte er von 1922 bis 1923 an der Cornell University.
Bei der britischen Unterhauswahl von 1924 kandidierte Zimmern im Wahlkreis Carnarvon Boroughs erfolglos als Kandidat für das britische Parlament gegen den früheren Premierminister David Lloyd George, der dem Parlament seit 1890 als Vertreter für Wales angehörte.
Von 1926 bis 1930 amtierte Zimmern als stellvertretender Direktor des Internationalen Instituts für Intellektuelle Zusammenarbeit (International Institute of Intellectual Cooperation) (IIIC) und war in dieser Zeit Leiter der Abteilung des Instituts für universitäre Beziehungen.
1930 bis 1944 war Zimmern Professor für Internationale Beziehungen an der Universität Oxford.
Im Frühjahr 1940 setzte ihn das Reichssicherheitshauptamt auf die Sonderfahndungsliste G.B., ein Verzeichnis von Personen, die im Falle einer Invasion der britischen Inseln durch die den deutsche Invasionstruppen folgenden Sonderkommandos der SS ausfindig gemacht und verhaftet werden sollten.
1945 wurde Zimmern zum Generalsekretär der Londoner Konferenz zur Gründung der UNESCO ernannt. Anschließend gehörte er der Kommission, die der Vorbereitung der Tätigkeit der UNESCO diente, als Ratgeber an. Danach übergab er sein Amt an Julian Huxley, der anschließend der erste Generaldirektor der UNESCO wurde. Aufgrund seiner Rolle bei der Schaffung der UNESCO wurde Zimmern 1947 für den Friedensnobelpreis vorgeschlagen. 1949 wurde er in die American Academy of Arts and Sciences gewählt.
Zimmerns Nachlass wird heute im Archiv der UNESCO verwahrt. Ein weiterer Nachlass von ihm (Archive of Sir Alfred Zimmern) befindet sich in der Bodleian Library der Universität Oxford.

## Ehe und Familie
Zimmern war verheiratet mit der Musikerin Lucie Zimmern.

## Schriften
- The Greek Commonwealth: Politics and Economics in Fifth Century Athens, 1911.
- Nationality and Government with other war-time essays, 1919.
- Greek Political Thought, 1921.
- Europe in Convalescence, 1922.
- The Economic Weapon Against Germany, London 1918.
- The Third British Empire, London 1926.
- The League of Nations and the Rule of Law 1918–1935, 1936.